# ینو هاموری
ینو هاموری (انگلیسی: Jenő Hámori؛ زادهٔ ۲۷ اوت ۱۹۳۳) شمشیرباز اهل مجارستان بود.
وی در مسابقات کشوری و بین‌المللی در مجموع برندهٔ ۱ مدال طلا شده‌است.